# Xenagama wilmsi
Xenagama wilmsi (Wilms’ Biberschwanzagame) ist eine Biberschwanzagame aus der Familie der Agamen. Sie wurde 2013 von Philipp Wagner (Museum Koenig, Bonn), Tomas Mazuch (Tschechien) und Aaron M. Bauer (Villanova University, Pennsylvania, USA) erstmals beschrieben und kommt in Ostafrika (Somalia und Äthiopien) vor.

## Merkmale
Es handelt sich um eine große Art der Gattung mit kurzem, plumpen Kopf. Männchen erreichen eine Kopf-Rumpf-Länge von bis zu 96,5 mm, der Schwanz ist kürzer als Kopf und Rumpf. Die Gesamtlänge beträgt bei männlichen Tieren bis zu 149 mm. Der Schwanz ist an der Basis nur geringfügig verbreitert und länger als bei den Arten Xenagama batillifera und Xenagama taylori. Der schmal auslaufende Teil des Schwanzes ist gleich lang oder länger als der verbreiterte Teil.
Die Kopfschuppen sind glatt oder gekielt, die Hinterhauptschuppe klein, nicht größer als die größten Kopfschuppen, ein Scheitelauge ist sichtbar. Die Ohröffnungen sind kleiner als die Augen, das Tympanum (Trommelfell) liegt gut sichtbar an der Körperoberfläche. Die Körperbeschuppung ist uneinheitlich mit kleinen, glatten Dorsalschuppen die unregelmäßig mit größeren, gekielten, etwas bedornten Schuppen durchsetzt sind. Die Wirbelschuppen sind glatt bis schwach gekielt, größer als die Schuppen an den Flanken aber etwas kleiner als die vergrößerten, gekielten Schuppen. Die Ventralschuppen sind glatt und etwa so groß wie die vergrößerten Rückenschuppen. Die Schuppen an der Oberseite der verbreiterten Schwanzbasis sind gekielt und in der Regel bedornt. Es liegen 98–108 Schuppen in einer Reihe um die Körpermitte. Am längsten ist der dritte Zeh, der vierte Zeh mit 11–13 subdigitalen Lamellen.
Die Kopf- und Körperoberseite von in Ethanol präparierten Tieren ist in mehreren Brauntönen gefärbt. Zwischen den Gliedmaßen zeigt sich ein undeutliches Muster von vier bräunlichen Querstreifen mit wenigen dunklen umrandeten, blassen Augenflecken (Ocelli). Die vergrößerten Dorsalschuppen sind blass, die Tiere wirken dadurch gesprenkelt. Der Rücken ist etwas dunkler als das Vorderteil und die Flanken. An den Schultern, vor den Armen, befindet sich ein undeutlicher dunkler Fleck. Der Bauch und die Schwanzunterseite sind schmutzig weiß, Hals und Brust sind blau.

## Verbreitung und Lebensraum
Xenagama wilmsi ist in den Wüstengebieten Nordsomalias und Äthiopiens in Höhen von 880 bis 1800 Meter verbreitet. Am häufigsten findet man sie an der Grenze von Ogaden zum Somaliland, zwei Exemplare wurden jedoch in Zentraläthiopien gefunden. Fundgebiete waren Grasland mit lehmigem Boden, niedrigen Büschen und Pflanzen wie Aloe megalacantha und in Ausnahmefällen Akazien.

## Lebensweise
Xenagama wilmsi lebt gewöhnlich in selbst gebauten Wohnröhren, wurde aber auch unter großen Steinen an Wasserlöchern gefunden. Einige Exemplare hatten ihre Wohnröhren unter den Steinen, von oben war ihr Schwanz zu sehen. Ende November waren nur erwachsene, männliche Tiere zu finden, im Juni auch trächtige Weibchen und kürzlich geschlüpfte Jungtiere. In europäischer Gefangenschaftshaltung legten zwei Weibchen fünf bis acht Eier, aus denen bei 27 bis 28 °C im Inkubator nach 70 bis 80 Tagen 29 bis 42 mm lange Jungtiere schlüpften.

## Namensgebung
Die Echse wurde zu Ehren des Zoo-Kurators für Säugetiere am Frankfurter Zoo, Thomas Wilms, benannt. Er widmete sich seit langer Zeit der Erforschung der Artenvielfalt in Nordafrika und der arabischen Halbinsel. 
Die ungewöhnliche Namensgebung sorgte für große mediale Aufmerksamkeit. Dennis Rödder sagte in diesem Zusammenhang: "Es zeigt sich immer wieder, dass auch heute noch größere Wirbeltierarten beschrieben werden können und die Biodiversität noch lange nicht umfassend erfasst ist."